# 闭上嘴跳舞吧！ (月球漫步乐队歌曲)
《闭上嘴跳舞吧！》（英語：Shut Up and Dance，风格化为）是美国摇滚乐队月球漫步乐队第二张录音室专辑《开口好难》中的一首歌曲。它是由乐队成员与词曲作家本·伯格和瑞恩·麦马洪共同创作。这首歌基于乐队主唱尼古拉斯·帕特里卡在一家洛杉矶夜店的经历而创作。当时他的女朋友邀请他跳舞，给予了题目的灵感，当时他想象这会是一首抛开沮丧痛快玩乐的颂歌。这首歌在2014年9月10日被作为《开口好难》的预发单曲数字发布。 
这首歌成为了乐队空前受欢迎的主打单曲，在公告牌百强单曲榜上最高达到第四位并在另类摇滚榜和成人当代榜上登顶。在美国之外，这首歌在波兰榜单登顶，在澳大利亚、加拿大、德国、以色列、爱尔兰共和国和英国榜单跻身前十，在新西兰和瑞典榜单上挤进前二十并在荷兰榜单上位列前三十。乐队在吉米·法伦今夜秀、塞斯·梅耶斯深夜秀、吉米·坎摩尔直播秀、艾伦秀和早安美国等节目和泰勒·斯威夫特的1989世界巡回演唱会上表演了这首歌。

## 创作背景
这首歌最初由主唱尼古拉斯·帕特里卡和吉他手伊莱·麦曼谱出主歌并找到了一些具有感染力的元素。接下来的一周，帕特里卡去了一个在洛杉矶Echo Park举行的名为“时髦灵魂周六”的派对，当时他正对创作过程感到沮丧。 这首歌很大程度上基于那个夜晚的体验：“我们身在酒吧，似乎要等永远才能得到一杯酒。我感到沮丧，因为音乐很好，我想参与其中，”他回忆道。 他的女朋友穿着“黑色露背裙和有磨损的胶底帆布鞋”，突然邀请他跳舞，给了题目的灵感。 帕特里卡随后回家打磨这首歌，并将经历融入歌词。创作出副歌之后，他开始描绘高中时期的自己：一个“出奇地令人不舒服和尴尬的少年，”他想象这会是“献给我这个彻头彻尾的呆子的一首颂歌”。 在一次《美国词曲作者》杂志的采访中，他总结这首歌的主题是“鼓励人们挣脱束缚，忘我地尽情舞蹈”。
就音乐本身而言，帕特里卡强调了三首起到了重大作用的歌：汽車合唱團的“Just What I Needed”（1978年）、帕特·本那特尔的“Hit Me with Your Best Shot”（1980年）和瑞克·斯布林菲尔德的“Jessie's Girl”（1981年），他认为这些“简单美丽直接的摇滚歌曲”捕捉到了乐队所渴望的声音。这首歌灵感来源于1980年代歌曲，乐队觉得那时“古怪”在时尚和音乐界都很流行。

## 编曲
这首歌以降D大调和128拍每秒的快节拍编曲。音域范围从D♭4到F6。

## 评论反响
公告牌的瑞恩·希德（英語：Ryan Seed）给了《就閉嘴跳舞吧！》四星半的好评，称这首歌“游艇摇滚气息浓郁”，主唱尼古拉斯·帕特里卡“用夸张的迪斯科低音和新合成器闪光来凸显他的感情基调，做出了比大多数乐队的合唱更胜一筹的声乐。”

## 商业表现

### 北美
《闭上嘴跳舞吧！》于2014年6月22日在芝加哥101 WKQX电台首次播放。它于9月10日被作为《开口好难》的预发单曲数字发行，并于11月11日在iTunes美国区作为免费单曲发布。
这首歌自2014年11月起雄霸流媒体服务 Spotify 的病毒式传播前50榜榜首 (viral top 50)。同时它也在公告牌2015年2月18日当期的另类摇滚榜上登顶，成为了乐队自 “Anna Sun” 之后第二首登上榜单前十的作品，同时也让RCA唱片成为了仅有的两家连续三首作品占领榜首的厂牌之一，且是二十年以来的首家。 它同样也登顶了摇滚电台 (Rock Airplay) 榜。2014年11月22日，这首歌首次登上无流派分类的公告牌百强单曲榜，首周位于第98位，并在榜单上总共停留了3周。在榜外一周后，它又重新登上了榜单第88位，并于2015年3月13日当周进入前40。3月27日，它蹿升至第15位，并在接下来的一周进一步登上第12位。告示牌3月23日当期，《闭上嘴跳舞吧！》达到历史最好成绩第4位，成为了乐队在美国第一首前十单曲，并在前十不连续地逗留了18周，共计在榜53周。截至2016年1月21日，这首歌在美国国内出售了3231080份副本。这首歌同样也以连续霸占公告牌热门摇滚歌曲榜单27周的成绩打破了此前由梦想之龙乐队的《放射能量》和赫齐尔的《带我到教堂》共同保持的23周纪录。
类似地，这首歌于2015年2月28日结束的一周以第99位进入了加拿大热门100榜单。这首歌最高到达第4位并从3月30日至7月11日连续停留7周。截至2015年8月11日，《闭上嘴跳舞吧！》获得加拿大音乐协会颁发的3重白金认证并卖出超过321000份副本。

### 欧洲与大洋洲
《闭上嘴跳舞吧！》在荷兰百强单曲榜上完成了海外首秀，首周成绩第65位，并于2015年1月7日达到历史最高第28位，断续保持了两周。《闭上嘴跳舞吧！》在瑞典证明了它的巨大成功，于2015年1月16日以第58位的成绩进入瑞典单曲榜，并于2月27日达到第24位，随后几周开始下滑，但在4月27日重新上升至第18位，并于3月8日达到最高位第18位，断续保持了两周，还于9月23日获得国际唱片业协会颁发的瑞典四重白金认证。
在爱尔兰，《闭上嘴跳舞吧！》以第91位的排名进入爱尔兰单曲榜。2015年7月24日，这首歌达到历史最高第2位，断续在位4周。在波兰，这首歌于2015年8月7日在波兰电台榜登顶，在榜首一周。据波兰唱片业协会的数据，《闭上嘴跳舞吧！》是波兰播放次数最多的歌曲。
《闭上嘴跳舞吧！》于2015年3月30日在澳大利亚新秀榜完成澳大利亚首秀。随后一周，这首歌于4月6日在澳大利亚单曲榜处女秀， 一周后升至第41位。4月20日，这首歌飙升24位达到第17位， 并于4月27日跃进至第五位，此时这是这首歌在任何一个地区榜上的最好成绩。3月11日，这首歌达到历史最佳成绩第3位，共连续在位2周。8月3日，在前十停留3个月后，这首歌跌至第11位。 截至2015年8月22日，《闭上嘴跳舞吧！》已获澳大利亚唱片业协会 (ARIA) 的四重白金认证，共卖出超过210000份副本。
在英国市场，这支单曲在以2015年6月13日结束的一周以第75位的成绩入榜。接下来的一周，名次飞跃至第8位，紧接着爬升3位至第5位，在榜第四周上升至第4位，并在接下来的一周保持了这个位置。这首歌连续在前十停留13周。在以9月17日结束的一周里，它跌出前十。然而在以2016年1月7日结束的一周里，这首歌重新进入前40，排在第27位。接下来它跌至第31位，然后再次跌出榜单。此后这首歌还重新进入榜单两次，累计在榜70周。

## 现场表现
乐队已经在深夜脱口秀吉米·法伦今夜秀、塞斯·梅耶斯深夜秀、吉米·坎摩尔直播秀和英国的保罗·奥·格雷迪秀上表演了《闭上嘴跳舞吧！》。
这首歌蹿红之后，于2015年7月14日美国职棒大联盟本垒打大赛在大美利坚棒球场的比赛开始之前为家乡的观众演出。
乐队亦在泰勒·斯威夫特的于7月24日在福克斯伯勒1989世界巡回演唱会上客座演出。
乐队于8月30日在2015年MTV音乐录影带大奖预热秀开始之前在一个圆形的彩色的舞台上演奏了这首歌。
乐队亦于2016年2月13日在加拿大多伦多举行的2016年NBA全明星赛上演出这首歌。

## 音乐录像
歌曲的音乐录像在2014年10月23日于YouTube发布，具有80年代夜店主题电影风格。开头播放的旋律来自同专辑的《水行者》（英語：Aquaman）的伴奏。专业舞者劳伦·塔芙特为主唱帕特里卡伴舞。

## 版本列表
| - 数字下载 1. "Shut Up and Dance" – 3:17 - 英国推广CD单曲 1. "Shut Up and Dance" – 3:17 | - CD 单曲 1. "Shut Up and Dance" – 3:17 2. "Shut Up and Dance (Live At Sirius XM)" – 3:15 |  |

## 歌曲信息
制作人员表来自专辑《开口好难》内页。
位置信息
- 在加利福尼亚州北好莱坞区（英语：North Hollywood, Los Angeles）Rancho Pagzilla录制
- 在加利福尼亚州好莱坞The Casita混音
- 在纽约城Sterling Sound制作母带

制作人员
- 尼克·帕特里卡 – 演唱、键盘、打击乐、计划、词曲作者
- 凯文·雷 – 贝司、演唱、词曲作者
- 肖恩·沃戈曼 – 打击乐、演唱、词曲作者
- 伊莱·麦曼 – 吉他、演唱、计划、词曲作者
- 本·伯格（英语：Captain Cuts） – 词曲作者、人声制作、联合制作
- 瑞恩·麦马洪（英语：Captain Cuts） – 词曲作者、人声制作、联合制作
- 加瑞特·福尔摩斯（Jarett Holmes） – 计划、录音、数字编辑
- 蒂姆·帕格诺塔 – 制作、录音
- 布莱恩·菲利普斯（Brian Phillips） – 数字编辑
- 艾伦·卡西亚斯（Allen Casillas） – 数字编辑
- 瑞恩·吉尔莫（Ryan Gillmore） – 数字编辑
- 莫罗·鲁比（Mauro Rubbi） – 鼓器技术
- 安德鲁·“莫夫曼”·卢弗特曼（Andrew "Muffman" Luftman） – 录音助理
- 卡克·哈里尔（Kuk Harrell） – 人声录音
- 马尔克斯·托瓦尔（Marcos Tovar） – 人声录音
- 布莱克·迈尔斯（Blake Mares） – 助理工程
- 罗伯特·科恩（Robert Cohen） – 录音工程
- 尼尔·亚夫伦（Neal Avron） – 混音
- 斯科特·斯科瑞泽恩斯基（Scott Skrzynski） – 混音助理
- 乔·拉波塔（Joe LaPorta） – 母带制作

## 翻唱与使用
2015年，这首歌被乡村与爱尔兰流派歌手 德里克·瑞恩 在他的录音室专辑“One Good Night”中翻唱，并配上了有瑞恩现场演出片段的 MV。
这首歌被英国真人秀《舞动奇迹》中以电影为主题的一集作为开场曲翻唱。
2015年12月3日，这首歌在于起亚中心举行的第29届 PMPC 电视星奖被 Grae Fernandez、Ataska Mercado、Bailey May 和 Ylona Garcia 作为开场曲演绎。
这首歌亦在2016年电影《北极移民》和《坏妈妈》中占据重要位置。前者在一出纽约市民群舞的场景中的使用被批评歌词与剧情毫无联系。
2015年10月24日，在肥皂剧“KalyeSerye”在菲律宾体育馆名为“Sa Tamang Panahon”的演唱会中被 Alden Richards 和 Maine Mendoza 用作舞蹈伴奏。
2016年7月30日，这首歌被 Tito Sotto、Vic Sotto 和 Joey de Leon 在他们名为“Eat Bulaga!”的37周年庆上作为开场曲。
这首歌在游戏《吉他英雄现场版》的 GHTV 模式中发挥重大作用并在游戏“Just Dance 2016”中作为无限制曲目放送。
2017年3月，阿什丽·提斯代尔及其丈夫克里斯托弗·福伦齐在她的YouTube频道演绎了本歌的原声版。

## 榜单成绩
| 榜单（2014年-2015年）                    | 最高 排名 |
| ---------------------------------------- | --------- |
| 澳大利亚（澳大利亚唱片业协会單曲榜）     | 3         |
| 奥地利（Ö3四十强单曲榜）                 | 7         |
| 比利时佛兰德（Ultratop五十强单曲榜）     | 21        |
| 比利时瓦隆（Ultratip榜外單曲榜）         | 14        |
| 加拿大（Canadian Hot 100）               | 4         |
| 加拿大AC电台网 (Billboard)               | 1         |
| 加拿大CHR/Top 40 (Billboard)             | 3         |
| 加拿大AC电台网热门 (Billboard)           | 1         |
| 加拿大摇滚 (Billboard)                   | 22        |
| 哥伦比亚 (National Report Top Rock)      | 1         |
| 哥伦比亚二十强盎格鲁 (Monitor Latino)    | 5         |
| 捷克（電台百強單曲榜）                   | 2         |
| 捷克（百強數位單曲榜）                   | 15        |
| 丹麥（Hitlisten单曲榜）                  | 35        |
| 欧洲 (Euro Digital Songs)                | 4         |
| 芬蘭（芬兰官方电台榜）                   | 61        |
| 法国（法國唱片出版業公會單曲榜）         | 28        |
| 10                                       |           |
| 匈牙利（四十强电台榜）                   | 7         |
| 匈牙利（四十強單曲榜）                   | 17        |
| 愛爾蘭（愛爾蘭唱片音樂協會单曲榜）       | 2         |
| 以色列（媒体森林电台榜）                 | 8         |
| 意大利 (FIMI)                            | 79        |
| 日本（Japan Hot 100）                    | 17        |
| 日本热门海外 (Billboard)                 | 2         |
| 墨西哥二十强英语 (Monitor Latino)        | 10        |
| 墨西哥电台 (Billboard)                   | 18        |
| 墨西哥英语电台 (Billboard)               | 3         |
| 荷兰（荷蘭四十強單曲榜）                 | 22        |
| 荷兰（百强单曲榜）                       | 28        |
| 新西兰（新西兰唱片音乐协会单曲榜）       | 11        |
| 波蘭（波蘭百大電台榜）                   | 1         |
| 蘇格蘭（官方榜单公司單曲榜）             | 2         |
| 斯洛伐克（電台百強單曲榜）               | 2         |
| 斯洛伐克（百強數位單曲榜）               | 22        |
| 斯洛文尼亚 (SAZAS)                       | 5         |
| 韩国 (Gaon)                              | 45        |
| 韩国国际 (Gaon)                          | 6         |
| 西班牙（西班牙音樂製作協會）             | 29        |
| 瑞典（瑞典最熱榜）                       | 12        |
| 瑞士（瑞士热门音乐榜）                   | 20        |
| 英國（官方榜单公司單曲榜）               | 4         |
| 英國（官方榜单公司下載榜）               | 3         |
| 英国流媒体 (Official Charts Company)     | 5         |
| 美国（《告示牌》百大單曲榜）             | 4         |
| 美國（《告示牌》Hot Rock Songs）         | 1         |
| 美國（《告示牌》Rock Airplay）           | 1         |
| 美國（《告示牌》成人當代單曲榜）         | 1         |
| 美國（《告示牌》Adult Pop Airplay）      | 1         |
| 美國（《告示牌》Dance/Mix Show Airplay） | 6         |
| 美國（《告示牌》Dance Club Songs）       | 28        |
| 美國（《告示牌》Pop Airplay）            | 2         |

| 榜单 (2014)                  | 排名 |
| ---------------------------- | ---- |
| 荷蘭 (Dutch Top 40)          | 180  |
| 美国热门摇滚歌曲 (Billboard) | 60   |

| 榜单 (2015)                          | 排名 |
| ------------------------------------ | ---- |
| (ARIA)                               | 8    |
| 奥地利 (Ö3 Austria Top 40)           | 27   |
| 比利时 (Ultratop 50 Flanders)        | 69   |
| 加拿大 (Canadian Hot 100)            | 10   |
| 丹麦 (Tracklisten)                   | 95   |
| 德国 (Official German Charts)        | 35   |
| 匈牙利 (Rádiós Top 40)               | 39   |
| 匈牙利 (Single Top 40)               | 96   |
| 爱尔兰 (IRMA)                        | 8    |
| 冰島 (Media Forest)                  | 26   |
| 日本 (Japan Hot 100)                 | 83   |
| 日本热门海外 (Billboard)             | 11   |
| 荷蘭 (Dutch Top 40)                  | 98   |
| 荷蘭 (Single Top 100)                | 55   |
| 新西兰 (Recorded Music NZ)           | 19   |
| 波蘭 (Polish Airplay Top 100)        | 1    |
| 国际榜 (Gaon)                        | 90   |
| 瑞典 (Sverigetopplistan)             | 16   |
| 瑞士 (Schweizer Hitparade)           | 55   |
| 英国单曲榜 (Official Charts Company) | 19   |
| 美国公告牌热门100                    | 6    |
| 美国热门摇滚歌曲(Billboard)          | 1    |
| 美国摇滚电台榜 (Billboard)           | 2    |
| 美国成人另类摇滚歌曲 (Billboard)     | 39   |
| 美国成人当代 (Billboard)             | 4    |
| 美国成人 Top 40 (Billboard)          | 1    |
| 美国另类摇滚歌曲 (Billboard)         | 2    |
| 美国舞曲/混合电台榜 (Billboard)      | 27   |
| 美国主流 Top 40 (Billboard)          | 2    |

| 榜单 (2016)                          | 排名 |
| ------------------------------------ | ---- |
| 斯洛維尼亞 (SloTop50)                | 26   |
| 英国单曲榜 (Official Charts Company) | 94   |
| 美国成人当代榜 (Billboard)           | 15   |

| 榜单                        | 排名 |
| --------------------------- | ---- |
| 美国成人 Top 40 (Billboard) | 11   |

## 销量认证
| 地區                                                       | 认证    | 认证单位/销量 |
| ---------------------------------------------------------- | ------- | ------------- |
| 澳大利亚（澳大利亚唱片业协会）                             | 6× 白金 | 420,000‡      |
| 比利时（比利時唱片音樂協會）                               | 金      | 15,000‡       |
| 加拿大（加拿大音乐协会）                                   | 4× 白金 | 321,000       |
| 丹麦（國際唱片業協會丹麥分會）                             | 白金    | 60,000^       |
| 芬兰（國際唱片業協會芬蘭分會）                             | 金      | 5,000         |
| 德国（聯邦音樂產業協會）                                   | 白金    | 400,000‡      |
| 意大利（意大利音乐产业联盟）                               | 白金    | 50,000‡       |
| 新西兰（新西兰唱片音乐协会）                               | 白金    | 0*            |
| 挪威（國際唱片業協會挪威分会）                             | 白金    | 10,000‡       |
| 韩国（Gaon Chart）                                         | None    | 121,346       |
| 西班牙（西班牙音樂製作協會）                               | 金      | 20,000‡       |
| 瑞典（瑞典唱片業協會）                                     | 4× 白金 | 160,000‡      |
| 英国（英国唱片业协会）                                     | 白金    | 600,000‡      |
| 美国（美國唱片業協會）                                     | 3× 白金 | 3,231,080     |
| *僅含認證的實際銷量 ^僅含認證的出貨量 ‡僅含認證的+實際銷量 |         |               |

## 发行历史
| 地区   | 日期           | 格式             | 厂牌                 | 备注    |
| ------ | -------------- | ---------------- | -------------------- | ------- |
| 比利时 | 2014年9月10日  | 数字下载         | RCA唱片 索尼音乐娱乐 | [ 146 ] |
| 加拿大 | 2014年9月10日  | 数字下载         | RCA唱片 索尼音乐娱乐 | [ 147 ] |
| 芬兰   | 2014年9月10日  | 数字下载         | RCA唱片 索尼音乐娱乐 | [ 148 ] |
| 爱尔兰 | 2014年9月10日  | 数字下载         | RCA唱片 索尼音乐娱乐 | [ 149 ] |
| 義大利 | 2014年9月10日  | 数字下载         | RCA唱片 索尼音乐娱乐 | [ 150 ] |
| 盧森堡 | 2014年9月10日  | 数字下载         | RCA唱片 索尼音乐娱乐 | [ 151 ] |
| 荷蘭   | 2014年9月10日  | 数字下载         | RCA唱片 索尼音乐娱乐 | [ 152 ] |
| 新西兰 | 2014年9月10日  | 数字下载         | RCA唱片 索尼音乐娱乐 | [ 153 ] |
| 挪威   | 2014年9月10日  | 数字下载         | RCA唱片 索尼音乐娱乐 | [ 154 ] |
| 葡萄牙 | 2014年9月10日  | 数字下载         | RCA唱片 索尼音乐娱乐 | [ 155 ] |
| 新加坡 | 2014年9月10日  | 数字下载         | RCA唱片 索尼音乐娱乐 | [ 156 ] |
| 西班牙 | 2014年9月10日  | 数字下载         | RCA唱片 索尼音乐娱乐 | [ 157 ] |
| 瑞典   | 2014年9月10日  | 数字下载         | RCA唱片 索尼音乐娱乐 | [ 158 ] |
| 瑞士   | 2014年9月10日  | 数字下载         | RCA唱片 索尼音乐娱乐 | [ 159 ] |
| 美国   | 2014年9月10日  | 数字下载         | RCA唱片 索尼音乐娱乐 | [ 160 ] |
| 美国   | 2014年9月23日  | 现代摇滚电台     | RCA唱片 索尼音乐娱乐 | [ 161 ] |
|        | 2014年11月28日 | 数字下载         | RCA唱片 索尼音乐娱乐 | [ 162 ] |
| 奥地利 | 2014年11月28日 | 数字下载         | RCA唱片 索尼音乐娱乐 | [ 163 ] |
| 德国   | 2014年11月28日 | 数字下载         | RCA唱片 索尼音乐娱乐 | [ 164 ] |
| 法國   | 2014年12月1日  | 数字下载         | RCA唱片 索尼音乐娱乐 | [ 165 ] |
| 美国   | 2015年1月26日  | 热门成人当代电台 | RCA唱片 索尼音乐娱乐 | [ 166 ] |
| 美国   | 2015年2月10日  | 当代流行电台     | RCA唱片 索尼音乐娱乐 | [ 167 ] |
| 義大利 | 2015年3月5日   | 当代流行电台     | RCA唱片 索尼音乐娱乐 | [ 168 ] |
| 英国   | 2015年5月18日  | 当代流行电台     | RCA唱片 索尼音乐娱乐 | [ 169 ] |
| 英国   | 2015年6月7日   | 数字下载         | RCA唱片 索尼音乐娱乐 | [ 170 ] |
|        | 2015年6月10日  | CD 单曲          | RCA唱片 索尼音乐娱乐 | [ 171 ] |
| 德国   | 2015年6月10日  | CD 单曲          | RCA唱片 索尼音乐娱乐 | [ 46 ]  |
| 瑞士   | 2015年6月10日  | CD 单曲          | RCA唱片 索尼音乐娱乐 | [ 171 ] |

## 获奖与提名
| 年   | 组织               | 奖项             | 结果 | 备注    |
| ---- | ------------------ | ---------------- | ---- | ------- |
| 2015 | 青少年选择奖       | 选择奖：派对音乐 | 提名 | [ 172 ] |
| 2015 | MTV 视频音乐奖     | 最佳摇滚视频     | 提名 | [ 173 ] |
| 2016 | iHeartRadio 音乐奖 | 年度歌曲         | 提名 | [ 174 ] |
| 2016 | iHeartRadio 音乐奖 | 年度另类摇滚歌曲 | 提名 | [ 174 ] |
| 2016 | 告示牌音乐奖       | 最佳摇滚歌曲     | 獲獎 | [ 175 ] |